# Ольшанец (Елецкий район)
Ольша́нец — упразднённое село Елецкого района Липецкой области России. Ныне микрорайон в черте города Ельца.

## Топоним
Название — по ольховым кустам.

## География
Расположено в лесостепной чернозёмной зоне Среднерусской возвышенности, на правом берегу реки Быстрой Сосны

## История
Основано не ранее первой половины XIX века. В 1926 году, согласно данным переписи населения, Ольшанец был центром сельского совета.
Вошёл в состав Ельца во второй половине XX века.

## Население
В 1880 году в нём жил 2081 человек.

## Известные уроженцы
- Селезнёв Николай Георгиевич (1907—1994) — советский военачальник, генерал-полковник авиации.

## Инфраструктура
Действует Ольшанский Карьер — добыча, производство и реализация известнякового щебня различных фракций.